# Гохштеттен-Даун
Гохштеттен-Даун (нім. Hochstetten-Dhaun) — громада в Німеччині, розташована в землі Рейнланд-Пфальц. Входить до складу району Бад-Кройцнах. Складова частина об'єднання громад Кірн-Ланд.
Площа — 12,61 км2. Населення становить 1634 ос. (станом на 31 грудня 2020).

## Галерея

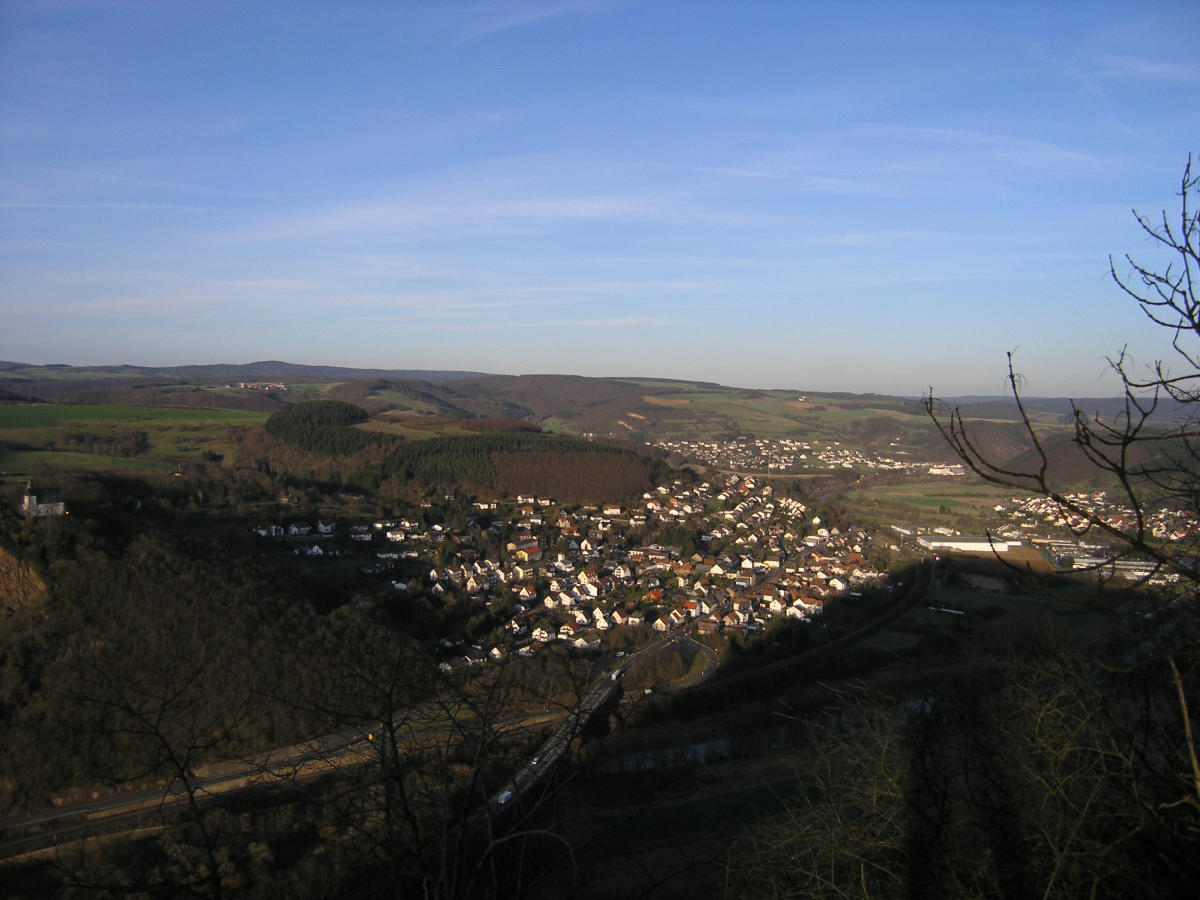
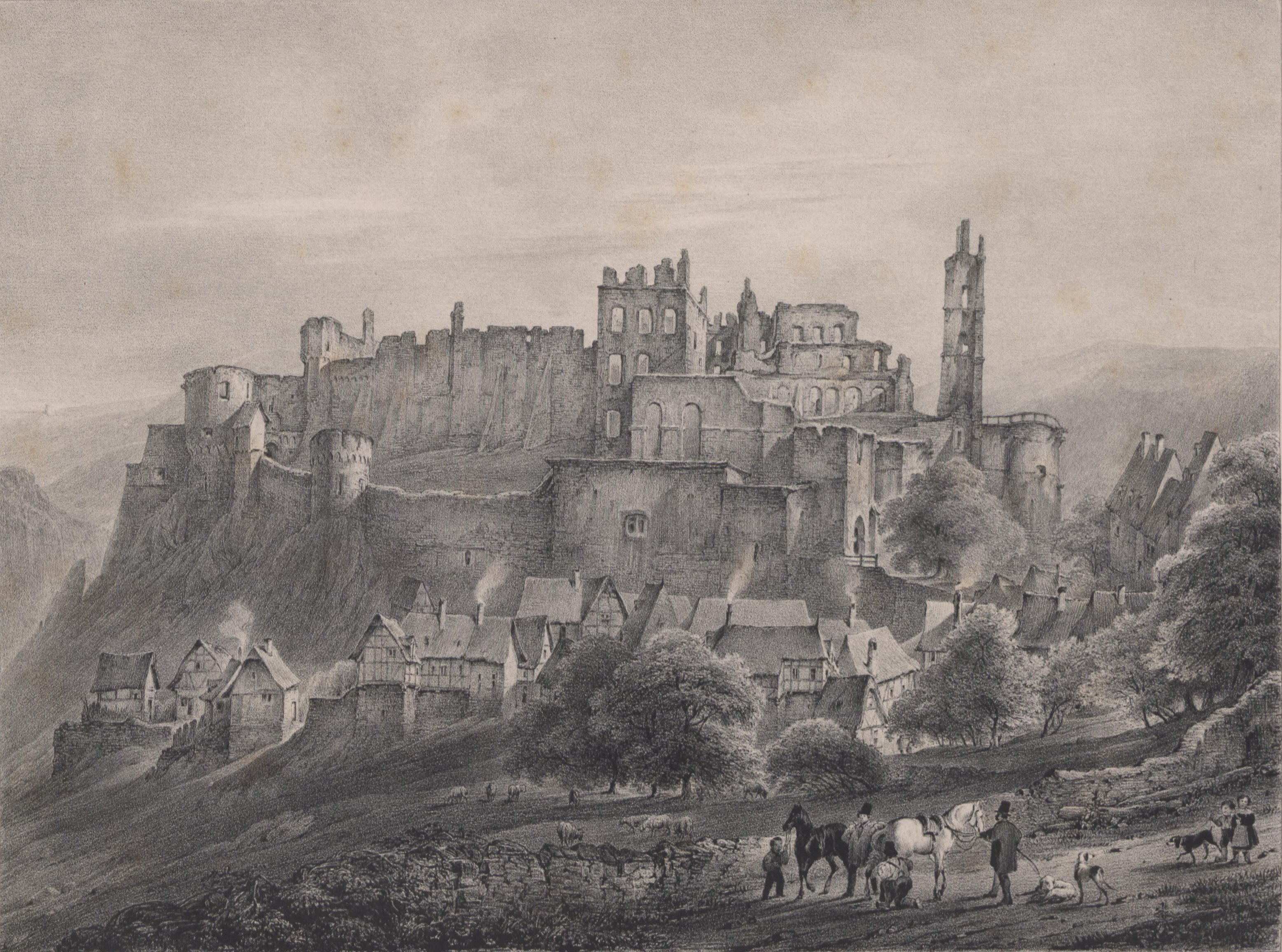